# Liste des livres liturgiques catholiques

## Liste
Livres encore en usage aujourd'hui :
- Antiphonaire, contenant les chants des heures canoniales, en grégorien ;
- Bréviaire, contenant la « liturgie des Heures », pour les clercs et les moines ;
- Cérémonial des évêques, contenant l'ensemble des rites propres à la liturgie épiscopale ;
- Eucologe, abrégé du missel, contenant les textes de messes des dimanche et des fêtes (aujourd’hui, “Missel des dimanches et des fêtes”) ;
- Évangéliaire, contenant les évangiles lus à la messe ;
- Graduel, contenant les chants du propre de la messe, en grégorien (parfois, il intègre aussi les chants de l'ordinaire) ;
- Kyriale, contenant les chants de l'ordinaire de la messe, en grégorien ;
- Martyrologe, contenant la liste des saints et martyrs de l'Eglise catholique (chaque étant souvent affublé d'une notice biographique, d'un éloge et de prières) ;
- Missel romain, contenant le texte de l'ordinaire et du propre de la messe ;
- Lectionnaire, contenant les lectures de la messe (le terme, au Moyen-Âge, était un synonyme d'épistolier) ;
- Psautier, contenant les psaumes de la « liturgie des Heures », souvent associé avec d'autres textes religieux comme un calendrier liturgique ou les litanies des saints ;
- Livre d'heures : contenant une « liturgie des Heures » simplifiée, à destination des laïques (pour l'office en français de la « liturgie des Heures », une version de ce livre s'appelle « Prières du Temps Présent » ou PTP).

Livres anciennement utilisés : 
- Rituel, contenant les sacrements et sacramentaux de la liturgie sacerdotale ;
- Pontifical, contenant les rites propres à la liturgie épiscopale ;
- Collectaire, contenant toutes les oraisons de la messe catholique, ou au moins la première d'entre elles, appelée " collecte" ;
- Diurnal, contenant toutes les heures « diurnes » du bréviaire, soit monastique, soit romain, c'est-à-dire laudes, prime, tierce, sexte, none, vêpres et complies, à l'exception des matines[1]. De ce fait, ce livre était beaucoup moins volumineux, et pouvait être emporté par tous ceux que leurs obligations éloignaient de la célébration publique commune de l'office. Il est assez répandu en version bilingue pour suivre l'office en latin ;
- Épistolier ou lectionnaire, contenant les épîtres lus à la messe ;
- Homéliaire, recueil d'homélies pour les messes de l'année liturgique ;
- Hymnaire, contenant les hymnes de la « liturgie des Heures » ;
- Pénitentiel, guide pour l'administration de la confession et pour la tarification de la pénitence ;
- Sacramentaire, contenant les textes des sacrements et des sacramentaux (consécration d'église, exorcisme...) ;
- Tropaire,
- Prosaire.